# 布爾什維克大道站
布爾什維克大道站（羅馬化：Prospekt Bolshevikov）是聖彼得堡地鐵的一個車站。布爾什維克大道站開通於1985年12月30日，是聖彼得堡地鐵4號線的一個車站。